# Hind Rostom
Hind Rostom (en árabe: هند رستم‎,   de 12 de noviembre de 1926 en Alejandría, Egipto – 8 de agosto de 2011 en Guiza, Egipto) fue una actriz y uno de los grandes iconos de la época dorada del cine egipcio. Fue conocida como la Marilyn Monroe de Arabia". Nacida en un familia aristocrática de origen circasiano, Hind Rostom protagonizó más de 80 películas a lo largo de su carrera.

## Vida y carrera
Rostom nació en el barrio de Moharram Bey, Alejandría, Egipto el 12 de noviembre de 1929, de padre de origen turco, de clase media, y de madre aristócrata. Comenzó su carrera a los 16 años con la película Azhaar wa Ashwak (Flores y espinas). Su primer gran éxito fue en 1955 cuando el director Hassan Al Imam le ofreció un papel en Banat el Lail  (Mujer de la noche). 
Sus películas más famosas incluyen Ibn Hamidu en 1957, Bab El Hadid (Estación de ferrocarril), de Youssef Chahine con Farid Shawki en 1958, La Anam (Insomne), de Salah Abu Seif con Faten Hamama, Omar Sharif y Rushdy Abaza en 1958, Sira' fi al-Nil (Lucha en el Nilo) con Omar Sharif y Rushdy Abaza en 1959, y Chafika el Koptia (Chafika la muchacha Copta) en 1963. 
Rostom fue conocida como la estrella de la seducción en el cine egipcio y la "Marilyn Monroe de Oriente". Decidió retirarse en 1979 porque deseaba que su público la recordara en su mejor momento.
Rostom llegó a rechazar, en diciembre de 2002, una oferta de un millón de libras egipcias por su biografía, realizada por un canal de televisión para retratar su vida en una serie dramática. Le solicitaron una historia completa de sus logros y su experiencia de trabajo con actores famosos como Farid Shawki, Faten Hamama, Yousif Shahin, Shukri Sarhan, y Shadia. Rostom declaró que su vida privada era un asunto que sólo interesaba a ella, en ocasión rechazar una invitación de la bailarina del vientre Fifi Abdou para una fiesta en su honor.[cita requerida]

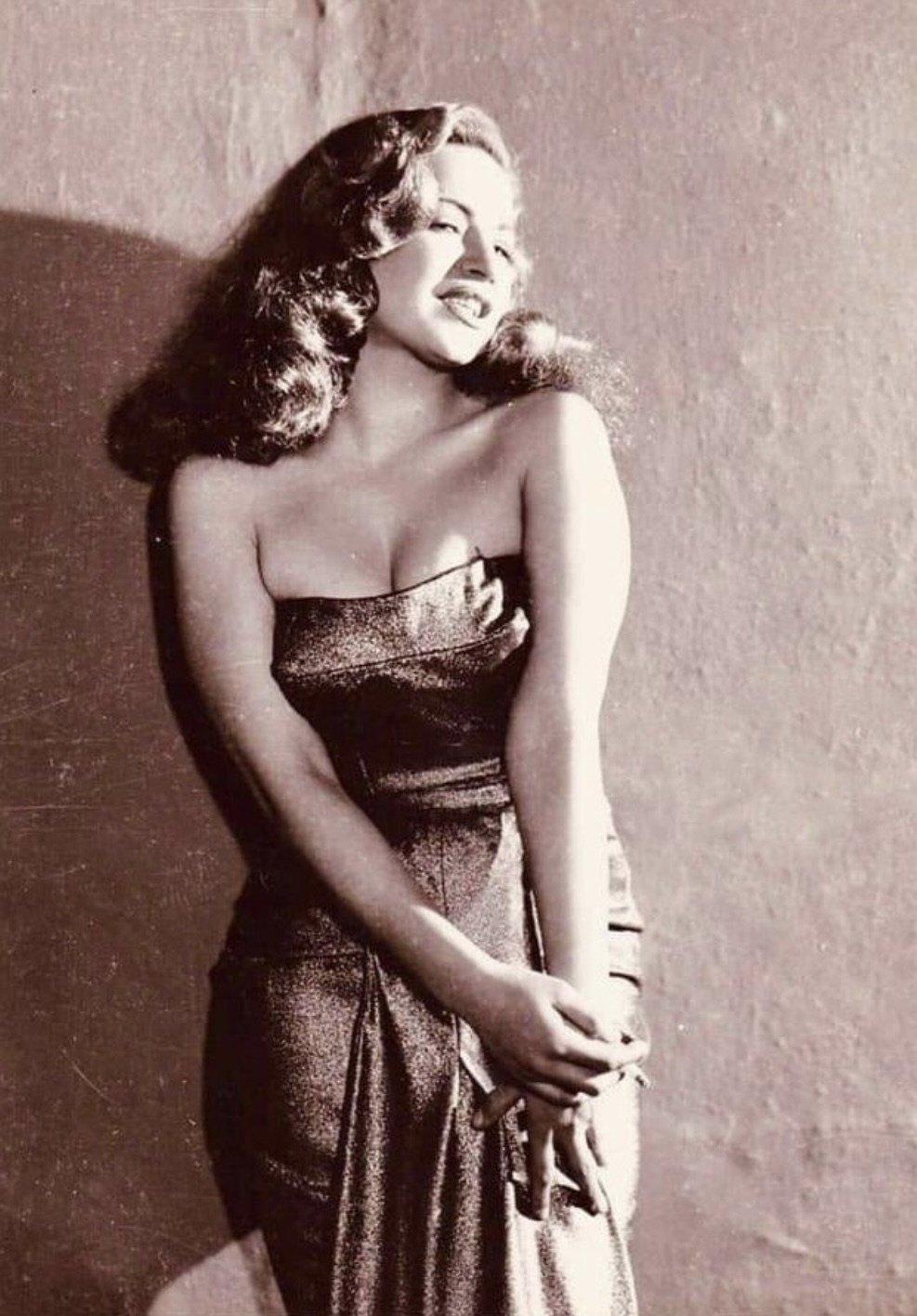
Hind Rostom

Murió a los 81 años el 8 de agosto de 2011 a causa de una crisis cardíaca tras  haber sido hospitalizada durante unas horas en Mohandesseen, El Cairo.

## Vida personal
Casada dos veces: con Hassan Reda, director de cine y padre de su única hija Basant y posteriormente con Mohammad Fayad, médico.

## Filmografía
Selección
- 1949: Ghazal El Banat (غزل البنات)
- 1950: Baba Amin (بابا أمين)
- 1954: El sittat maarfoush yiktibu
- 1955: El Gassad
- 1955: Banat el lail
- 1957: Inta habibi
- 1957: Ibn Hamidu
- 1958: Bab el hadid (باب الحديد)
- 1958: La anam
- 1958: Ismail Yasseen fi mostashfet al-maganin
- 1959: Siraa fil Nil
- 1960: Bayn el samaa wa el ard
- 1960: "Eshaeat Hob"
- 1963: Chafika el Keptia
- 1966: 3 Losoos
- 1965: El Rahiba
- 1967: El khouroug min el guana
- 1971: Madrasatee al-hisnaa
- 1972: Wakr al-ashrar
- 1979: Hayati azaab